# Amihai Mazar
Pour les articles homonymes, voir Mazar.

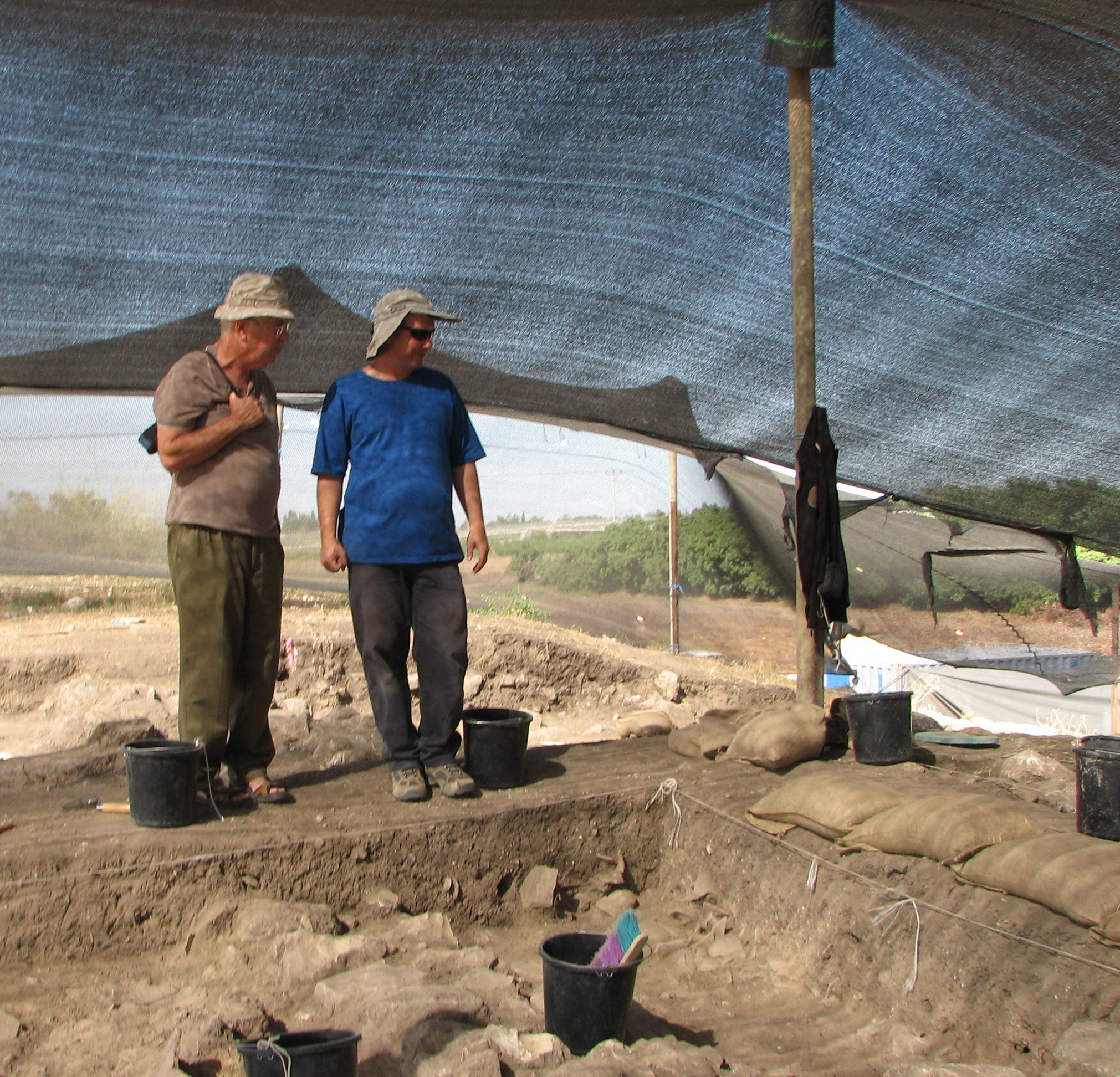
Amihai Mazar (à gauche)

Amihai Mazar (hébreu עמיחי (עמי) מזר) est un archéologue israélien né à Haïfa en 1942. Il est professeur d'archéologie à l'Institut d'archéologie de l'Université hébraïque de Jérusalem.

## Biographie
Amihai Mazar est le neveu de l'archéologue Benjamin Mazar et l'oncle d'Eilat Mazar, elle aussi archéologue. Il participe dans sa jeunesse aux fouilles de Beït-Shéarim, Ramat-Rachel et Ein Gedi. Après la fin de son service militaire, en 1963, il entreprend des études d'archéologie et d'histoire juive à l'université hébraïque de Jérusalem. Pendant ses études, il participe aux fouilles d'Achziv et de Tel Shiqmonah. Après la Guerre des Six Jours, il participe également aux fouilles du quartier juif de la vieille ville de Jérusalem. Il obtient son doctorat en 1977 pour son travail sur les fouilles de Tel Qasile, plus particulièrement sur les sanctuaires du site et sur les rituels religieux en terre d'Israël du XIIe au Xe siècle av. J.-C..
Il dirige ensuite d'importants chantiers de fouilles, notamment à :
- Timnah (Tel Batash) de 1977 à 1989
- Tel Beït-Shéan de 1989 à 1996
- Tel Rehov depuis 1997, travail en cours.

Il est maître de conférences à l'Université hébraïque à partir de 1982, puis professeur depuis 1994. Il occupe la chaire d'archéologie de la terre d'Israël Eleazar Sukenik. Il a été directeur de l'Institut d'archéologie de l'université et membre de la Direction des antiquités d'Israël.
Bien que l'expression archéologie biblique soit encore utilisée pour nommer son domaine de recherche, Amihai Mazar ne travaille pas une pioche dans une main et la Bible dans l'autre : il utilise les méthodes scientifiques propres à l'archéologie telles qu'elles sont pratiquées dans les autres pays. Il accorde, notamment, une attention particulière aux récentes datations par le carbone 14. Ses centres d'intérêt sont :
- archéologie d'Israël et des pays voisins à l'âge du bronze et à l'âge du fer.
- relation entre l'archéologie et l'histoire biblique
- art et architecture du Proche-Orient ancien
- géographie historique de la période biblique.

## Ouvrages et publications

### Ouvrage de synthèse
- Archaeology of the Land of the Bible, 10,000 - 586 B.C.E., Anchor Bible Reference Library, Doubleday, 1990.  (ISBN 0-385-23970-X) (Hbk)  (ISBN 0-385-42590-2) (Pbk)

### Publications professionnelles: livres
- A. Mazar, Timnah (Tel Batash) I: The Stratigraphy and Architecture (Qedem 37). Jerusalem 1997.
- A. Mazar and N. Panitz-Cohen, Timnah (Tel Batash) II: The Finds from the First Millennium BCE (Qedem 42). Jerusalem 2001.
- N. Panitz-Cohen and A. Mazar (eds.), Timnah (Tel Batash) III: The Finds from the Second Millennium BCE (Qedem). Jerusalem, sous presses.
- Amihai Mazar, Excavations at Tel Beth-Shean 1989 - 1996 Vol. I: From the Late Bronze Age IIB to the Medieval Period. The Israël Exploration Society, The Institute of Arcæology of the Hebrew University of Jerusalem, sous presses.

### Autres publications professionnelles récentes
- A. Mazar, « The 1997-1998 Excavations at Tel Rehov: Preliminary Report » Israel Exploration Journal 49, 1999, 1-42.
- A. Mazar, Greek Pottery from Tel Rehov and Iron Age Chronology. Three 10th-9th Century B.C.E. Inscriptions from Tel Rehov. Saxa loquentur: Studien zur Archäologie Palälastinas/Israels – Festchrift für Volkmar Fritz, 2003, 171-184
- A. Mazar, Carmi, I., Radiocarbon Dates from Iron Age Strata at Tel Beth-Shean and Tel Rehov. Radiocarbon 43:3, 2001, p. 1333-1342
- A. Mazar, Bruins H., Van de Plicht J., 14C Dates from Tel Rehov: Iron-Age Chronology, Pharaohs, and Hebrew Kings. Science 300, No. 5617, 2003, p. 315-318.
- Response to Comment on "14C Dates from Tel Rehov: Iron-Age Chronology, Pharaohs, and Hebrew Kings", Science 302, 2003, p. 568c.
- Mazar A., Bruins H.J., Panitz-Cohen N. and van der Plicht J., Ladder of Time at Tel Rehov: Stratigraphy, archaeological context, pottery and radiocarbon dating, in T.E. Levy and Higham. T. (eds), "The Bible and Radiocarbon Dating. Archaeology, Text and Science.", Equinox, London, Oakville, 2005, p. 193-255.
- Bruins H.J., van der Plicht J., Mazar A., Bronk Ramsey C. and Manning S. W., The Groningen Radiocarbon Series from Tel Rehov: OxCal Bayesian computations for the Iron IB-IIA boundary and the Iron IIA destruction events, in T.E. Levy and Higham. T. (eds), "The Bible and Radiocarbon Dating. Archaeology, Text and Science.", Equinox, London, Oakville, 2005, p. 271-293.
- Mazar A., The Debate over the Chronology of the Iron Age in the Southern Levant, in T.E. Levy and Higham. T. (eds), "The Bible and Radiocarbon Dating. Archaeology, Text and Science." Equinox, London, Oakville, 2005, p. 15-30.